# 中西優香
中西優香（日语：中西優香，1989年1月24日—）來自愛知縣，曾是日本女性偶像團體SKE48 Team S的成員。2015年7月10日加入Across Entertainment。

## 來歷
- 2007年5月27日 - AKB48第4期研究生甄選合格的18人當中其中1人。
- 2008年8月23日 - 在日比谷野外大音楽堂中舉辦的大概會出演唱會DVD、不過現場看機會有限！AKB48夏日祭！中發表移籍至SKE48。
- 2008年8月26日 - 在AKB48的研究生公演中宣布從AKB48研究生中移籍，但是移籍後有時還是會作為代役在公演中演出。
- 2008年10月5日 - SKE48 1st Stage「PARTYが始まるよ」中共16名成為選拔成員，中西優香為其中一員。
- 2009年3月 - 由16名的選拔成員組成Team S，成為Team S的正式成員之一。
- 2009年8月5日 - SKE48 1th 「「強き者よ」發行，Team S全員參與。
- 2010年11月17日 - SKE48 4th 「1!2!3!4! ヨロシク!」發行，中西優香成為選拔的成員之一。
- 2012年6月6日 - 在AKB48第27張單曲選拔總選舉中獲得5592票，排名為第63名。
- 2012年9月日19 - SKE48 10th 「キスだって左利き」中，再次成為選拔成員。
- 2014年12月24日 - 宣佈畢業。
- 2015年3月31日 - 中西優香畢業公演。

- 2018年4月7日 - 在twitter上宣佈將要結婚。
- 2018年7月31日 - 退出所屬事務所，並宣佈自此退出演藝圈。

## 人物
- 公演的自我介紹口號為「謠傳中的男子系少女」。
- 與同為SKE48 Team S中的出口陽一樣，皆曾是AKB48的研究生(四期)。但區別在於，中西優香是直接從AKB48移籍加入至SKE48，過程當中並沒有接受SKE48的甄選，也是48集團中最早出現的移籍案例。而出口陽則是從AKB48畢業後，再度接受了SKE48的甄選，從而加入SKE48。
- AKB48的研究生時代，與當時同為研究生的大家志津香（4期・福岡縣出身）、北原里英（5期・愛知縣出身）、指原莉乃（5期・大分縣出身）、冨田麻友（5期・香川縣出身）渡過了一段一起住宿吃飯的時光。
- 在《週刊AKB》的第一回中間測試中得到了第一名的好成績(290/300)。
- AKB48的研究生時代，時常在玩手機遊戲「親愛的是名藝人(ダーリンは芸能人)」。
- 於K'z Station的配信節目『試著來說話～吧』第48放送的2011年1月19日的配信中，加入了「SKE48二次元同好會」。因為是在22歲的生日那天所加入的，因此會員號碼為22號。
- 會與Team KII的秦佐和子一起去觀賞寶塚歌劇團的公演，並一起分享各自的寶塚DVD或是遊戲軟體[1]。
- 元塾講師 [2]。

## SKE48參與的曲目
- シングルCD選抜曲 強き者よ
- バンジー宣言 - チームB.L.T.名義
- 羽豆岬 - アンダーガールズB名義
- 1!2!3!4! ヨロシク!
- 卒業式の忘れもの - 白組名義
- ときめきの足跡 - 白組名義

## 劇場公演的组合曲
TeamB 3rd Stage「睡衣兜風」公演
1. 純情主義（バックダンサー）
2. 鏡中的聖女貞德(鏡の中のジャンヌダルク) ※

※浦野一美的代役
TeamA 4th Stage「正在戀愛中」公演
1. Faint

※川崎希的代役
TeamK 4th Stage「最終鐘聲鳴響」公演
※大堀恵的全曲代役
AKB48研究生「正在戀愛中」公演
1. Faint

1st Stage 「PARTY開始了」公演
1. 接吻不行唷（接吻不行唷）

2nd Stage 「手牽手」公演
1. Glory days
2. 胸口的條碼（この胸のバーコード）（2nd UNIT）

3rd Stage 「制服之芽」公演
1. 萬花筒（萬華鏡）
2. 狼とプライド（2nd UNIT）

## 出演

### 综艺
- SAKAE TA☆RO（2008年8月20日、中京テレビ）
- BOMBER-E（2008年8月27日、メ〜テレ）
- 週刊AKB（2009年7月10日・17日・8月14日・21日・9月11日・18日・10月2日 - 16日、テレビ東京）
- SKE48学園（2009年10月3日 - 、エンタ!371）
- 山ちゃんのんちゃんのFF学園（2009年12月12日、メ〜テレ）
- 地元応援バラエティ このへん!!トラベラー生放送2時間スペシャル（2009年12月30日、中京テレビ）
- ぶっつけ!! 〜SKE48お笑いへの道〜（2010年6月11日 - 、東海テレビ）
- 3時のつボッ!（2010年6月28日 - 2010年9月27日、テレビ愛知）※月曜レギュラー

### 演唱會
- 大概会出演唱会DVD、不过现场看机会有限！AKB48夏日祭！（2008年8月23日、日比谷野外大音楽堂）
- AKB48 难道说、这场演唱会的音源不会流出吗？（2008年11月23日、NHKホール）
- 「神公演予定」～因诸多因素、也有可能无法成为神公演、望体谅（2009年4月25日、NHKホール）
- 剧场外演唱会「初次的课外教学」（2009年5月24日、ボトムライン）
- 结成1周年纪念公演「夺取天下吧!」（2009年7月30日、CLUB DIAMOND HALL）
- AKB104选拔成员组阁祭（2009年8月22日·23日、日本武道館）
- 名古屋一揆（2009年12月25日、Zepp Nagoya）
- AKB48 AKB48 重溫時間 最佳曲目100 2010（2010年1月22日、SHIBUYA-AX）
- AKB48 満席祭り希望 賛否両論（2010年3月24日・25日、横滨体育馆）
- SKE48 傳說、開始了！ （2010年4月29日、Zepp Nagoya）
- AKB48 AKB48演唱會 沒有驚喜（2010年7月10日・11日、代々木第一体育館）
- SKE48 重溫時間 最佳曲目30 2010 哪個是神曲?（2010年7月31日、名古屋センチュリーホール）

### 廣播
- SKE48 観覧車へようこそ!!（2009年4月27日・6月22日・7月20日・27日・9月7日・28日 - 10月12日・26日・11月30日・12月7日・2010年1月25日 - 2月8日・5月31日、CBCラジオ）
- おしゃべりやってまーす第48放送（K'z Station、不定期）

### 活動
- 24時間テレビチャリティーライブ（2008年8月30日、名古屋市・荣）
- キャラホビ2008 C3×HOBBY（2008年8月31日、幕張メッセ）
- チュウキョ〜くんアイランド ガールズ ライブステージ（2008年10月19日、名古屋市・久屋大通公園）
- 東海テレビ大感謝祭（2008年11月1日、名古屋市・久屋大通公園）
- 上海万博 日本産業館「WCSスペシャルステージ」（2010年6月20日、日本産業館JALステージ）

## 備註
1. ↑  『SKE48二次元同好会劇場Special〜中西優香×秦佐和子のガチンコ二次元談議 〜StrikerS〜』サイゾーテレビ （ニコニコ生放送） 2011年2月5日
2. ↑  「パレオはエメラルド」TYPE-C付属DVD「SKE48紅白対抗水泳大会」より。